# كرايغ ألين
كرايغ ألين (بالإنجليزية: Craig Allen)‏ هو عالم أرصاد أمريكي، ولد في 25 يناير 1957.